# زمین‌لرزه ۲۰۰۹ ایرلند نو
زمین‌لرزه ایرلند نو  در تاریخ ۲۳ ژوئن ۲۰۰۹ میلادی، برابر با ‎۲ تیر ۱۳۸۸، ساعت ۱۴:۱۹:۲۲٫۴ به زمان یوتی‌سی در پاپوآ گینه نو ، منطقه ایرلند نو رخ داد.ژرفای این زلزله ۶۴٫۰ کیلومتر بود. بزرگی آن ۶٫۷ در مقیاس Mw بدست آمده‌است.
زمین‌لرزه هیچ کشته‌ای نداشته است.
پروژهٔ جهانی تنسور گشتاور مرکزوار پارامتر زمان مرکزوار زمین‌لرزه را با اختلاف ۷٫۲ ثانیه نسبت به زمان رخداد اشاره شده در بالا و مختصات مرکزوار را در ۵°۱۳′جنوبی ۱۵۳°۴۴′شرقی / ۵٫۲۲°جنوبی ۱۵۳٫۷۴°شرقی محاسبه کرد و همچنین، ژرفا در ۷۰٫۲ کیلومتر بدست آمده‌است. در این محاسبات زاویه‌های (راستا، شیب، ریک) گسل سازندهٔ زمین‌لرزه و صفحه عمود بر آن برابر با (°۱۳۹، °۳۴، ° ۸۵) یا (°۳۲۵، °۵۶، ° ۹۳) حاصل شده‌است.